# Klampitan
Klampitan is een bestuurslaag in het regentschap Kediri van de provincie Oost-Java, Indonesië. Klampitan telt 1829 inwoners (volkstelling 2010).